# 고원식
고원식(高源植, 1876년 11월 27일 ~ 1947년 2월 5일)은 대한제국과 일제강점기의 관료로, 호는 송계(松溪), 본관은 제주이며 본적은 경성부 종로구 훈정동이다.

## 생애
1896년 4월 경성학당에서 수학했으며 1898년 4월부터 12월까지 은행사무 견습에 참여했다. 1899년 4월 종두의술 개업 윤허장을 받은 뒤부터 황해도(1899년 7월, 1902년 8월 ~ 1903년 8월)와 전라남도(1902년 7월)에서 종두사무위원으로 근무했다. 평안남도 관찰부 주사로 재직 중이던 1904년 4월 당시 러일 전쟁에 참전한 일본군을 지원했으며 1905년 10월 함경북도 성진군수, 1905년 12월 의정부 참서관을 역임했다. 1907년 1월 대한제국 황태자전하 가례식에서 기념장을 받았고 같은 해 4월 일본 내각 사무시찰을 위해 일본으로 출국했다.
1907년 6월 대한제국 내각 서기관으로 임명되었으며 같은 해 7월 일본에서 귀국했다. 1907년 12월 통감부가 대한제국 황실의 재산을 국유화하기 위해 설치한 기구인 제실유급국유재산조사국 촉탁으로 근무했고 1908년 11월 7일 일본 정부로부터 훈5등 서보장을 받았다. 1909년 11월 이토 히로부미 추도회 제수담임 위원을 역임했으며 1910년 8월 28일 대한제국 정부로부터 훈4등 팔괘장을 받았다. 한일 병합 조약이 체결된 1910년 8월 29일 조선총독부로부터 대한제국 내각 잔무취급을 명받았다.
1910년 10월 1일부터 1911년 2월 25일까지 조선총독부 중추원 부찬의를 역임했으며 1910년 11월 일본 정부로부터 은사금 1,000원을 받았다. 1911년 3월 2일 조선총독부 군수로 임명된 뒤부터 경기도 양주군수(1911년 3월 14일 임명), 경기도 개성군수(1913년 6월 28일 임명), 경기도 수원군수(1917년 9월 26일 임명), 경기도 진위군수(1918년 7월 1일 임명)를 차례로 역임했고 1913년 10월 18일부터 1917년까지 경기도 지방토지조사위원회 임시위원을 역임했다. 1912년 8월 1일 일본 정부로부터 한국병합기념장, 1915년 11월 10일 다이쇼대례기념장을 받았으며 1919년 11월 18일 의원면직 당시 일본 정부로부터 상여금 310원을 받았다.
1919년 12월 25일 일본 정부로부터 훈4등 서보장을 받았으며 1920년 11월 1일 일본 정부로부터 상금 150원을 받았다. 1921년 3월 경기도지사에 의해 중추원 의원으로 추천되기도 했으며 조선토지주식회사 설립에 참여한 뒤 간부로 선임되었다. 1921년 신민공사주식회사 감사를 역임했고 1928년 11월 16일 일본 정부로부터 쇼와대례기념장을 받았다. 친일파 708인 명단의 중추원 부문, 민족문제연구소의 친일인명사전 수록자 명단의 중추원 부문과 관료 부문, 친일반민족행위진상규명위원회가 발표한 친일반민족행위 705인 명단에 포함되었다.

## 참고 자료
- 친일반민족행위진상규명위원회 (2009). 〈고원식〉. 《친일반민족행위진상규명 보고서 Ⅳ-1》. 서울. 302~311쪽.